# Alessandro Bovo
Alessandro Bovo (Genova, 1º gennaio 1969) è un ex pallanuotista e allenatore di pallanuoto italiano, vincitore, da giocatore, di una medaglia d'oro ai giochi olimpici di Barcellona 1992 e di una di bronzo in quelle di Atlanta 1996. Da allenatore ha vinto uno scudetto, due Coppe Italia e una Euro Cup con la squadra che tuttora allena, l'AN Brescia.

## Biografia
Da giocatore, dopo gli inizi all'Aragno e alla Mameli, ha indossato la calottina della Rari Nantes Savona, del Pescara, del Volturno e della Leonessa Brescia, vincendo cinque scudetti, quattro Coppe Italia e due Coppe LEN. 
In nazionale ha fatto parte del settebello capace di vincere tutte le più importanti competizioni internazionali: dall'oro olimpico al titolo mondiale, passando per due vittorie ai campionati europei.
Nel 2006 è assistente tecnico delle nazionali giovanili. Dopo esser stato vice allenatore della R.N. Savona ha esordito su una panchina di Serie A1 nel 2008, quando è subentrato a Riccardo Tempestini alla guida della Leonessa Brescia, con la quale si è classificato per dieci volte al secondo posto in Serie A1, per nove volte al secondo posto in Coppa Italia ed una volta in Supercoppa LEN. Il 12 giugno 2014, conclusa aver perso la terza finale scudetto in tre anni contro la Pro Recco, Bovo firma un contratto di cinque anni proprio con i liguri, lasciando Brescia dopo sei stagioni. Tuttavia dopo soli 11 giorni dalla firma, il 23 giugno, viene ufficializzato il suo ritorno a Brescia per motivi personali e familiari. Nel 2021 riesce a vincere il suo primo campionato da allenatore, sconfiggendo la Pro Recco nella finale scudetto. Nel 2024 conquista la seconda Coppa Italia alla guida dei lombardi.
Attualmente è anche il responsabile del camp di pallanuoto della Gazzetta dello Sport.

## Statistiche

### Carriera da allenatore
Statistiche aggiornate al 29 luglio 2011
| Stagione        | Squadra         | Campionato      | Campionato | Campionato | Campionato | Campionato | Coppe nazionali | Coppe nazionali | Coppe nazionali | Coppe nazionali | Coppe nazionali | Coppe continentali | Coppe continentali | Coppe continentali | Coppe continentali | Coppe continentali | Totale | Totale | Totale | Totale |
| Stagione        | Squadra         | Comp            | Pres       | Vit        | Par        | Sco        | Comp            | Pres            | Vit             | Par             | Sco             | Comp               | Pres               | Vit                | Par                | Sco                | Pres   | Vit    | Par    | Sco    |
| --------------- | --------------- | --------------- | ---------- | ---------- | ---------- | ---------- | --------------- | --------------- | --------------- | --------------- | --------------- | ------------------ | ------------------ | ------------------ | ------------------ | ------------------ | ------ | ------ | ------ | ------ |
| 2007-08         | Leonessa        | A1              | 8          | 5          | -          | 3          |                 | -               | -               | -               | -               |                    | -                  | -                  | -                  | -                  | 8      | 5      | -      | 3      |
| 2008-09         | Leonessa        | A1              | 28         | 19         | 2          | 7          |                 | -               | -               | -               | -               |                    | -                  | -                  | -                  | -                  | 28     | 19     | 2      | 7      |
| 2009-10         | Leonessa        | A1              | 29         | 20         | 3          | 6          |                 | -               | -               | -               | -               |                    | -                  | -                  | -                  | -                  | 29     | 20     | 3      | 6      |
| 2010-11         | Leonessa        | A1              | 28         | 19         | 1          | 8          |                 | -               | -               | -               | -               |                    | -                  | -                  | -                  | -                  | 28     | 19     | 1      | 8      |
| 2011-12         | An Brescia      | A1              |            |            |            |            |                 |                 |                 |                 |                 |                    |                    |                    |                    |                    |        |        |        |        |
| 2012-13         | An Brescia      | A1              |            |            |            |            |                 |                 |                 |                 |                 |                    |                    |                    |                    |                    |        |        |        |        |
| 2012-13         | An Brescia      | A1              |            |            |            |            |                 |                 |                 |                 |                 |                    |                    |                    |                    |                    |        |        |        |        |
| 2013-14         | An Brescia      | A1              |            |            |            |            |                 |                 |                 |                 |                 |                    |                    |                    |                    |                    |        |        |        |        |
| 2014-15         | An Brescia      | A1              |            |            |            |            |                 |                 |                 |                 |                 |                    |                    |                    |                    |                    |        |        |        |        |
| 2015-16         | An Brescia      | A1              |            |            |            |            |                 |                 |                 |                 |                 |                    |                    |                    |                    |                    |        |        |        |        |
| 2016-17         | An Brescia      | A1              | 28         | 25         | 1          | 2          |                 |                 |                 |                 |                 |                    |                    |                    |                    |                    |        |        |        |        |
| Totale carriera | Totale carriera | Totale carriera | 121        | 88         | 7          | 26         |                 | -               | -               | -               | -               |                    | -                  | -                  | -                  | -                  | 93     | 63     | 6      | 24     |

## Palmarès

### Giocatore

#### Club
- Campionato italiano: 5

R.N. Savona: 1990-91, 1991-92, 2004-05
Pescara: 1996-97, 1997-98
- Coppe Italia: 4

R.N. Savona: 1989-90, 1990-91, 1992-93
Pescara: 1997-98
- Coppe LEN: 2

Pescara: 1995-96
R.N. Savona: 2004-05

#### Nazionale
- Olimpiadi

Barcellona 1992: 
Atlanta 1996: 
- Mondiali

Roma 1994: 
- Coppa del Mondo

Atene 1993: 
Atlanta 1995: 
- Europei

Sheffield 1993: 
Vienna 1995: 

### Allenatore

#### Club
- Campionato italiano: 1

AN Brescia: 2020-21
- Coppe Italia: 2

AN Brescia: 2011-12, 2023-24
- LEN Euro Cup: 1

AN Brescia: 2015-16